# Persone di cognome Ryan
| Questa pagina contiene informazioni ricavate automaticamente dalle voci biografiche con l'ausilio del template Bio e di un bot. L'aggiornamento è periodico e automatico e ricostruisce completamente la pagina. Se manca una persona in questa lista, sei pregato di non aggiungerla, ma accertati piuttosto che la sua voce biografica contenga il template Bio e che i dati anagrafici siano correttamente compilati. Se il template Bio manca, inseriscilo tu stesso o, in alternativa, metti l'avviso {{tmp\|Bio}} che ne segnala la mancanza. Se i dati riportati sono sbagliati, correggi direttamente la voce biografica; le modifiche saranno visibili in questa lista entro pochi giorni. Per chiarimenti vedi il progetto antroponimi. La lista contiene solo le 104 persone che sono citate nell'enciclopedia e per le quali è stato implementato correttamente il template Bio. Pagina aggiornata al 23 lug 2025. |

Questa è una lista di persone presenti nell'enciclopedia che hanno il cognome Ryan, suddivise per attività principale.

## Allenatori di calcio(1)
- John Ryan, allenatore di calcio e ex calciatore inglese (Lewisham, n. 1947)

## Allenatori di football americano(1)
- Rex Ryan, allenatore di football americano statunitense (Ardmore, n. 1962)

## Allenatori di pallacanestro(1)
- Bo Ryan, allenatore di pallacanestro statunitense (Chester, n. 1947)

## Allenatrici di pallacanestro(1)
- Debbie Ryan, allenatrice di pallacanestro statunitense (Titusville, n. 1952)

## Altiste(1)
- Deirdre Ryan, ex altista irlandese (Dundrum, n. 1982)

## Arcivescovi cattolici(3)
- Dermot Ryan, arcivescovo cattolico irlandese (Dublino, n. 1924 - Roma, † 1985)
- James Hugh Ryan, arcivescovo cattolico statunitense (Indianapolis, n. 1886 - Omaha, † 1947)
- Patrick John Ryan, arcivescovo cattolico irlandese (Thurles, n. 1831 - Filadelfia, † 1911)

## Astronomi(1)
- William H. Ryan, astronomo statunitense (n. 1962)

## Attori(10)
- Joe Ryan, attore statunitense (Contea di Crook, n. 1887 - Riverside, † 1944)
- Colton Ryan, attore statunitense (Lexington, n. 1995)
- Daniel Ryan, attore e scrittore britannico (Regno Unito, n. 1968)
- Jay Ryan, attore neozelandese (Auckland, n. 1981)
- John P. Ryan, attore statunitense (New York, n. 1936 - Los Angeles, † 2007)
- Mark Ryan, attore britannico (Doncaster, n. 1956)
- Matt Ryan, attore britannico (Swansea, n. 1981)
- Max Ryan, attore britannico (Inghilterra, n. 1967)
- Mitchell Ryan, attore statunitense (Cincinnati, n. 1934 - Los Angeles, † 2022)
- Thomas Jay Ryan, attore statunitense (Pittsburgh, n. 1962)

## Attrici(11)
- Amy Ryan, attrice statunitense (New York, n. 1968)
- Blanchard Ryan, attrice statunitense (Boston, n. 1967)
- Cathy Cahlin Ryan, attrice statunitense (Miami, n. 1971)
- Debby Ryan, attrice e cantante statunitense (Huntsville, n. 1993)
- Eileen Ryan, attrice statunitense (New York, n. 1927 - Malibù, † 2022)
- Irene Ryan, attrice statunitense (San Francisco, n. 1902 - Santa Monica, † 1973)
- Jeri Ryan, attrice statunitense (Monaco di Baviera, n. 1968)
- Madge Ryan, attrice australiana (Townsville, n. 1919 - Londra, † 1994)
- Michelle Ryan, attrice britannica (Londra, n. 1984)
- Remy Ryan, attrice statunitense (Los Angeles, n. 1984)
- Roz Ryan, attrice e cantante statunitense (Detroit, n. 1951)

## Attrici pornografiche(1)
- Richelle Ryan, attrice pornografica statunitense (Rochester, n. 1985)

## Bibliotecari(1)
- William Francis Ryan, bibliotecario britannico (n. 1937 - † 2023)

## Calciatori(9)
- Dylan Ryan, calciatore australiano (Wollongong, n. 2000)
- Francis Ryan, calciatore statunitense (Filadelfia, n. 1908 - Filadelfia, † 1997)
- Ismaeel Ryan, calciatore israeliano (Kabul, n. 1994)
- John Ryan, calciatore scozzese (Berwick-upon-Tweed, n. 1930 - Swindon, † 2008)
- Mathew Ryan, calciatore australiano (Plumpton, n. 1992)
- Reg Ryan, calciatore irlandese (Dublino, n. 1925 - † 1997)
- Richard Ryan, ex calciatore irlandese (Clonmel, n. 1985)
- Rupert Ryan, ex calciatore neozelandese (Wellington, n. 1974)
- Vaughan Ryan, ex calciatore inglese (Westminster, n. 1968)

## Canottieri(2)
- Joseph Ryan, canottiere statunitense (Brooklyn, n. 1879 - Milton, † 1972)
- Matt Ryan, canottiere australiano (Sydney, n. 1984)

## Cantanti(3)
- Barry Ryan, cantante britannico (Leeds, n. 1948 - † 2021)
- Bianca Ryan, cantante statunitense (Filadelfia, n. 1994)
- Lee Ryan, cantante e doppiatore britannico (Chatham, n. 1983)

## Cavalieri(1)
- Matthew Ryan, cavaliere australiano (n. 1964)

## Cestisti(2)
- Matt Ryan, cestista statunitense (White Plains, n. 1997)
- Damien Ryan, ex cestista australiano (Gisborne, n. 1979)

## Cicliste su strada(1)
- Alexis Ryan, ciclista su strada statunitense (n. 1994)

## Ciclisti su strada(1)
- Archie Ryan, ciclista su strada e ciclocrossista irlandese (n. 2001)

## Culturiste(1)
- Kelly Ryan, ex culturista statunitense (Minneapolis, n. 1972)

## Danzatori su ghiaccio(1)
- Daniel Ryan, danzatore su ghiaccio statunitense († 1961)

## Direttori d'orchestra(1)
- Kwamé Ryan, direttore d'orchestra canadese (Toronto, n. 1970)

## Direttori della fotografia(1)
- Robbie Ryan, direttore della fotografia irlandese (Dublino, n. 1970)

## Dirigenti d'azienda(2)
- Jim Ryan, dirigente d'azienda britannico (n. 1968)
- Nicky Ryan, manager irlandese (Dublino, n. 1949)

## Doppiatori(1)
- Will Ryan, doppiatore statunitense (Cleveland, n. 1949 - Santa Monica, † 2021)

## Egittologi(1)
- Donald P. Ryan, egittologo e scrittore statunitense (n. 1957)

## Giocatori di baseball(1)
- Nolan Ryan, ex giocatore di baseball e dirigente sportivo statunitense (Refugio, n. 1947)

## Giocatori di football americano(5)
- Frank Ryan, giocatore di football americano statunitense (Fort Worth, n. 1936 - Waterford, † 2024)
- Jake Ryan, giocatore di football americano statunitense (n. 1992)
- Jon Ryan, ex giocatore di football americano canadese (Regina, n. 1981)
- Matt Ryan, ex giocatore di football americano statunitense (Exton, n. 1985)
- Pat Ryan, ex giocatore di football americano statunitense (Hutchinson, n. 1955)

## Giocatrici di curling(1)
- Penny Ryan, ex giocatrice di curling canadese (Edmonton, n. 1960)

## Giornalisti(1)
- Cornelius Ryan, giornalista, scrittore e storico irlandese (Dublino, n. 1920 - New York, † 1974)

## Hockeisti su ghiaccio(2)
- Bobby Ryan, hockeista su ghiaccio statunitense (Cherry Hill, n. 1987)
- Matt Ryan, ex hockeista su ghiaccio canadese (Sharon, n. 1983)

## Imprenditori(1)
- Tony Ryan, imprenditore e manager irlandese (Thurles, n. 1936 - Celbridge, † 2007)

## Informatiche(1)
- Elizabeth Betty Ryan, programmatrice statunitense

## Maratoneti(1)
- Mike Ryan, ex maratoneta neozelandese (Bannockburn, n. 1941)

## Martellisti(1)
- Patrick Ryan, martellista statunitense (Old Pallas, n. 1881 - Limerick, † 1964)

## Militari(1)
- Chris Ryan, militare e scrittore britannico (Rowlands Gill, n. 1961)

## Nuotatori(3)
- John Ryan, ex nuotatore australiano (n. 1944)
- Sean Ryan, nuotatore statunitense (n. 1992)
- Shane Ryan, nuotatore statunitense (Drexel Hill, n. 1994)

## Nuotatrici(1)
- Sarah Ryan, ex nuotatrice australiana (Adelaide, n. 1977)

## Pedagogisti(1)
- George Joseph Ryan, pedagogo e educatore statunitense (New York, n. 1872 - New York, † 1949)

## Piloti automobilistici(1)
- Peter Ryan, pilota automobilistico canadese (Filadelfia, n. 1940 - Parigi, † 1962)

## Pistard(2)
- Harry Ryan, pistard britannico (St Pancras, n. 1893 - Ealing, † 1961)
- Marc Ryan, pistard neozelandese (Timaru, n. 1982)

## Poetesse(1)
- Kay Ryan, poetessa e educatrice statunitense (San Jose, n. 1945)

## Politici(5)
- Elmer Ryan, politico statunitense (Rosemount, n. 1907 - Somerset, † 1958)
- Leo Ryan, politico e docente statunitense (Lincoln, n. 1925 - Port Kaituma, † 1978)
- Pat Ryan, politico statunitense (Kingston, n. 1982)
- Paul Ryan, politico statunitense (Janesville, n. 1970)
- Tim Ryan, politico statunitense (Niles, n. 1973)

## Pugili(2)
- Paddy Ryan, pugile irlandese (Thurles, n. 1851 - New York, † 1900)
- Tommy Ryan, pugile statunitense (Redwood, n. 1870 - Phoenix, † 1948)

## Rugbisti a 15(4)
- Donnacha Ryan, rugbista a 15 irlandese (Limerick, n. 1983)
- James Ryan, rugbista a 15 irlandese (Blackrock, n. 1996)
- Paddy Ryan, rugbista a 15 australiano (Tamworth, n. 1988)
- Thomas Ryan, rugbista a 15 e pittore neozelandese (Londra, n. 1864 - Auckland, † 1927)

## Schermitrici(1)
- Kelleigh Ryan, schermitrice canadese (n. 1987)

## Sciatrici alpine(1)
- Katie Ryan, ex sciatrice alpina statunitense (Dallas, n. 1993)

## Scrittori(1)
- Donal Ryan, scrittore irlandese (Nenagh, n. 1976)

## Scrittrici(1)
- Roma Ryan, scrittrice, poetessa e paroliera britannica (Belfast, n. 1950)

## Tenniste(1)
- Elizabeth Ryan, tennista statunitense (Anaheim, n. 1892 - † 1979)

## Tennisti(1)
- Terry Ryan, ex tennista sudafricano (Johannesburg, n. 1942)

## Vescovi(1)
- Vincent James Ryan, vescovo statunitense (Arlington, n. 1884 - Bismarck, † 1951)

## Vescovi cattolici(2)
- Daniel Leo Ryan, vescovo cattolico statunitense (Mankato, n. 1930 - Naperville, † 2015)
- James Ryan, vescovo cattolico irlandese (Thurles, n. 1848 - † 1923)

## Senza attività specificata(1)
- Nancy Ryan, statunitense (Liberty, n. 1849 - Liberty, † 1958)